# Żuraweczka
Żuraweczka, żurawkotenella (Heucherella) – grupa mieszańców międzyrodzajowych z rodziny skalnicowatych, dla którego taksonami rodzicielskimi są rodzaje żurawka i tiarella. Rośliny uprawiane jako ozdobne.

## Morfologia
Żuraweczki mają okazałe, groniaste kwiatostany wyrastające na pędach o długości około 40 cm ponad liśćmi. Złożone z licznych białych kwiatów, które rozwijają się od kwietnia do czerwca. 

## Zastosowanie
Rośliny stosowane jako byliny rabatowe do ogrodów skalnych i naturalistycznych. Tworzą zwarte kobierce (sadzone w rozstawie 40×40 cm). 

## Uprawa
RozmnażaniePonieważ rośliny są sterylne z racji swego mieszańcowego pochodzenia rozmnażane są wyłącznie wegetatywne poprzez podział rozrośniętych roślin lub sadzonkowanie pędów bocznych.
WymaganiaNajlepiej rosną w miejscach półcienistych, jednak dobrze rosną też w cieniu, przy czym kwitnienie wtedy jest mniej okazałe. Preferują glebę żyzną o dużej zawartości próchnicy i odczynie pH 5,6-6,7. Odporne na suszę, nie znoszą zalewania. Podczas długotrwałych braków wody należy nawadniać regularnie niewielkimi ilościami wody. Rośliny mrozoodporne (strefa mrozoodporności - 4).